# Rourea obliquifoliolata
Rourea obliquifoliolata är en tvåhjärtbladig växtart som beskrevs av Ernest Friedrich Gilg. Rourea obliquifoliolata ingår i släktet Rourea och familjen Connaraceae. Inga underarter finns listade i Catalogue of Life.